# Киринен, Робби
Робби Киринен (нидерл. Robbe Quirynen; родился 3 ноября 2001 года , Гвинея) — бельгийский футболист, защитник клуба «Дессель Спорт».

## Клубная карьера
Киринен — воспитанник клуба «Антверпен». 4 августа 2019 года в матче против «Васланд-Беверена» он дебютировал в Жюпиле лиге. Летом 2020 года Робби стал обладателем Кубка Бельгии. Для получения игровой практики Киринен на правах аренды перешёл в «Мускрон-Перювельз». 23 августа в матче против «Андерлехта» он дебютировал за новую команду.

## Достижения
Клубные
 «Антверпен»
- Обладатель Кубка Бельгии — 2019/2020